# Ivo Burgener
Ivo Burgener ist ein Schweizer Berufsoffizier aus Ried-Brig und Chef der Schweizer Delegation der Neutrale Überwachungskommission in Korea (NNSC).

## Leben
1992 trat Burgener in die Militärakademie an der ETH Zürich ein und wurde 1995 zum Einheitsberufsoffizier einer Gebirgsinfanterierekrutenschule. 1999 leistete er zum ersten Mal einen Auslandseinsatz zu Gunsten der Organisation für Sicherheit und Zusammenarbeit in Europa in Bosnien und Herzegowina. 2003 war Burgener wiederum im Ausland, dieses Mal als Kommandant der Swisscoy im Kosovo. 2009 wurde er Kommandant der berühmten Patrouille des Glaciers der Schweizer Armee. 2022 löste er Patrick Gauchat als Chef der NNSC ab.